# 広島県道406号宇津戸八幡線
広島県道406号宇津戸八幡線（ひろしまけんどう406ごう うづとやはたせん）は、広島県世羅郡世羅町から三原市に至る一般県道である。

## 概要
世羅郡世羅町大字宇津戸から三原市八幡町垣内（かいち）に至る。

### 路線データ
- 起点：世羅郡世羅町宇津戸（国道184号交点）
- 終点：三原市八幡町垣内（国道486号交点）

## 路線状況
広島県道375号吉田丸門田線との交点から終点にかけては整備されているが、それ以外の区間は狭い山道が続く。特に尾道市御調町の綾目 - 今田間（約5 km）は普通車1台がやっと通れる程度の幅員しか確保されていない箇所がある。

### 重複区間
- 広島県道156号御調久井線（尾道市御調町大原 - 尾道市御調町綾目）
- 広島県道375号吉田丸門田線（尾道市御調町今田 - 尾道市御調町植野）

### 道路施設

#### トンネル
- 大境トンネル：延長326 m、1981年（昭和56年）竣工、尾道市 - 三原市

## 地理

### 通過する自治体
- 広島県
  - 世羅郡世羅町 - 尾道市 - 三原市

### 交差する道路
| 交差する道路                           | 市町村名 | 市町村名 | 交差する場所         | 交差する場所 |
| -------------------------------------- | -------- | -------- | -------------------- | ------------ |
| 国道184号                              | 世羅郡   | 世羅町   | 大字宇津戸           | 起点         |
| 広島県道156号御調久井線 重複区間起点   | 尾道市   | 尾道市   | 御調町大原           |              |
| 広島県道156号御調久井線 重複区間終点   | 尾道市   | 尾道市   | 御調町綾目           |              |
| 広島県道375号吉田丸門田線 重複区間終点 | 尾道市   | 尾道市   | 御調町今田           |              |
| 広島県道375号吉田丸門田線 重複区間終点 | 尾道市   | 尾道市   | 御調町植野           |              |
| 国道486号                              | 三原市   | 三原市   | 八幡町垣内（かいち） | 終点         |

### 沿線
- 御調ダム（青竜湖）
- みつぎグリーンランド